# نيكولا ويلر
نيكولا ويلر (بالإنجليزية: Nicola Wheeler)‏ هي ممثلة بريطانية، ولدت في 4 أبريل 1974 في المملكة المتحدة.

## وصلات خارجية
- نيكولا ويلر على موقع IMDb (الإنجليزية)
- نيكولا ويلر على موقع قاعدة بيانات الفيلم (الإنجليزية)